# Kubai lappantyú
A kubai lappatyú (Antrostomus cubanensis) a madarak (Aves) osztályának a lappantyúalakúak (Caprimulgiformes) rendjéhez, ezen belül a lappantyúfélék (Caprimulgidae) családjához tartozó faj.

## Rendszerezése
A fajt George Newbold Lawrence amerikai ornitológus írta le 1860-ban. Sorolták a Caprimulgus nembe Caprimulgus cubanensis néven is.

## Alfajai
- Antrostomus cubanensis cubanensis (Lawrence, 1860)
- Antrostomus cubanensis insulaepinorum Garrido, 1983[2]

## Előfordulása
Kuba területén honos. Természetes élőhelyei a szubtrópusi vagy trópusi síkvidéki és hegyi esőerdők, mocsarak, folyók és patakok közelében. Állandó, nem vonuló faj.

## Megjelenése
Testhossza 25–29,5 centiméter, testtömege 50-80 gramm.

## Életmódja
Rovarokkal táplálkozik.

## Természetvédelmi helyzete
Az elterjedési területe nagy, egyedszáma ugyan csökken, de még nem éri el a kritikus szintet. A Természetvédelmi Világszövetség Vörös listáján nem fenyegetett fajként szerepel.